# Bannans
Bannans är en kommun i departementet Doubs i regionen Bourgogne-Franche-Comté i östra Frankrike. Kommunen ligger i kantonen Pontarlier som tillhör arrondissementet Pontarlier. År 2022 hade Bannans 378 invånare.

## Befolkningsutveckling
Antalet invånare i kommunen Bannans
Referens:INSEE